# بث گیبنز
بث گیبنز (انگلیسی: Beth Gibbons؛ زادهٔ ۴ ژانویهٔ ۱۹۶۵) موسیقی‌دان و ترانه سرای اهل بریتانیا و خواننده گروه پورتیس‌هد است. وی از سال ۱۹۹۱ میلادی تاکنون مشغول فعالیت بوده‌است.